# RSS
För andra betydelser, se RSS (olika betydelser).
RSS är en teknik som möjliggör att användare kan prenumerera på webbflöden, det vill säga omedelbart bli underrättad när något nytt publicerats på webben, tillsammans med några rader text som sammanfattar publikationen och innehåller en länk till den kompletta texten. Tekniken används bland annat för bevakning av förvalda nyhetssidor, bloggar, diskussionsforum och andra förändringar av webbplatser. Användaren använder en webbläsare eller annat program som fungerar som RSS-läsare. RSS-filer lagras på webbplatsen.
RSS är en samling XML-baserade filformat som används för att syndikera webbinnehåll. RSS kan stå för en av tre standarder:
- Rich Site Summary (RSS 0.9x)
- RDF Site Summary (RSS 0.9 och 1.0)
- Really Simple Syndication (RSS 2.x)

## Användningsområde
RSS används för att visa sammanfattande eller fullständigt innehåll av text från exempelvis webben, tillsammans med en (permanent) länk till ursprungsplatsen, en så kallad syndikering. 
Informationen presenteras som en XML-fil som i allmänhet kallas RSS-flöde, flöde webbflöde, RSS-kanal  eller RSS-fil. Alternativt används engelskans motsvarigheter, RSS feed, RSS stream eller RSS channel.
Historiskt har en orange ikon med förkortningarna XML eller RSS använts för att uppmärksamma webbsidebesökaren på att det finns möjlighet att prenumerera eller syndikera innehållet på en webbplats men sedan de tre största tillverkarna av webbläsare beslutat sig för att använda den ikon  som ursprungligen skapades till version 1.0 av Mozilla Firefox, så börjar man successivt att överge den gamla XML-ikonen till förmån för denna nya "standardiserade" variant.
Under främst 2004 och början av 2005 ökade användandet av RSS-filer markant då många av de större nyhetsorganisationerna och massmedierna började tillhandahålla sina nyheter som RSS efter att webbloggar och tekniskt orienterade webbplatser använt sig av tekniken under flera år. Idag[när?] har de flesta svenska nyhetswebbplatser någon form av syndikering av sina nyheter, vilket gör att man som besökare inte längre måste besöka webbplatsen för att ta del av dessa.
RSS används väldigt flitigt av webbloggarna för att dela med sig av sina senaste inlägg och kommentarer. På sistone har man även börjat bifoga multimediafiler till RSS-flödena vilket används för poddradio eller för att dela med sig av sina foton.
För att enkelt kunna ta del av RSS-flöden så använder man sig av särskilda program, som antingen installeras på mobil eller dator och som är helt webbaserade. Dessa program kallas i folkmun för RSS-läsare, eller tekniskt för nyhetsaggregatorer - engelskans motsvarigheter är feed readers eller aggregators. Programmen kontrollerar automatiskt de RSS-flöden man prenumererar på och presenterar nya inlägg på ett överskådligt sätt. Användaren behöver således inte aktivt söka upp webbsidor denne finner intressanta för att uppdatera sig om något har hänt. De flesta nya webbläsare har också inbyggda RSS-läsare, bland annat Opera, Safari, Internet Explorer och Mozilla Firefox.